# The Subways
The Subways is een Engelse alternatieve-rockband. Hun debuutalbum, Young For Eternity, verscheen op 4 juli 2005 in het Verenigd Koninkrijk en op 14 februari 2006 in de Verenigde Staten. Hun tweede album, All Or Nothing, verscheen op 30 juni 2008.

## Leden
- Billy Lunn - gitaar en zang
- Charlotte Cooper - bas en zang
- Josh Morgan - drums

## Discografie

### Albums
| Album met eventuele hitnotering(en) in de Nederlandse Album Top 100 | Datum van verschijnen | Datum van binnenkomst | Hoogste positie | Aantal weken | Opmerkingen |
| ------------------------------------------------------------------- | --------------------- | --------------------- | --------------- | ------------ | ----------- |
| Young for eternity                                                  | 04-07-2005            | -                     |                 |              |             |
| All or nothing                                                      | 30-06-2008            | -                     |                 |              |             |
| Money & celebrity                                                   | 18-09-2011            | -                     |                 |              |             |

### Singles
| Single met hitnotering(en) in de Vlaamse Ultratop 50 | Datum van verschijnen | Datum van binnenkomst | Hoogste positie | Aantal weken | Opmerkingen |
| ---------------------------------------------------- | --------------------- | --------------------- | --------------- | ------------ | ----------- |
| No heart, no soul                                    | 2004                  | -                     |                 |              |             |
| 1am                                                  | 2004                  | -                     |                 |              |             |
| Oh yeah                                              | 21-03-2005            | -                     |                 |              |             |
| Rock & roll queen                                    | 20-06-2005            | -                     |                 |              |             |
| With you                                             | 12-09-2005            | -                     |                 |              |             |
| No goodbyes                                          | 12-12-2005            | -                     |                 |              |             |
| Girls & boys                                         | 25-03-2008            | -                     |                 |              |             |
| Alright                                              | 16-06-2008            | -                     |                 |              |             |
| I won't let you down                                 | 25-08-2008            | -                     |                 |              |             |
| It's a party!                                        | 2011                  | -                     |                 |              |             |
| We don't need money to have a good time              | 19-09-2011            | 29-10-2011            | tip13           | -            |             |

### Ep's
- "The Platypus"
- "I Lost You To The City"
- "Summertime"
- "Rock & Roll Queen"
- "No Heart No Soul"
- "Young For Eternity"
- "At 1am"
- "Milk"
- "Mary"
- "Live at Birmingham Academy"
- "The Live Videos" (alleen iTunes)
- "Live and Acoustic In Magdeburg" (alleen iTunes)